# Koine
Koine, poznatija kao aleksandrijski dijalekt, bila je kasnoantički dijalekt starogrčkoga jezika. Naziv koine izveden je od grčkog ἡ κοινὴ διάλεκτος (hē koinè diálektos) – u prijevodu 'zajednički dijalekt'.
Upotrebljavana je u govoru i pismu za vrijeme helenizma, rimskoga carstva te ranog razdoblja bizantskog carstva; koine grčki također je onaj koji je rabljen kao biblijski jezik – njime je pisan Novi zavjet, Septuaginta (grčki prijevod Staroga zavjeta) te mnogi ranokršćanski zapisi sve do srednjega vijeka kada je evolvuirao u srednjovjekovni grčki jezik, a kasnije je iz istoga nastao moderni grčki jezik.
Svojedobno je grčka koine bila de facto lingua franca, a i danas se upotrebljava u liturgijskim slavljima grčke pravoslavne crkve.

## Povijest
Koine je nastala kao zajednički dijalekt unutar vojskā Aleksandra Velikog. Pod vodstvom Makedonca novonastalom inačicom govorilo se od Ptolomejskog kraljevstva u Egiptu do Seleukidskog Carstva Mezopotamije. Zamijenila je postojeća antička grčka narječja oblikom koji su ljudi posvuda mogli razumjeti. Iako se koine oblikovala u klasičnoj grčkoj kulturi, vrijeme postklasičnoga grčkog definirano je smrću Aleksandra Velikog 323. pr. Kr. kada kulture pod grčkom upravom počinju utjecati na nju.
Prijelaz u sljedeće razdoblje povijesti grčkoga ponekad se definira utemeljenjem Konstantinopola Konstantina Velikog 330. pos. Kr., ali često tek od kraja kasne antike. Poslijeklasično azdoblje stoga se referira na nastanak i evoluciju koine tijekom čitava helenizma i rimskog razdoblja do početka srednjega vijeka.
Lingvistički temelj koine bio je nejasan od antičkih vremena. Tijekom helenizmma većina je učenjaka držalo da je koine rezultat miješanja mnogih antičkih narječja ἡ ἐκ τῶν τεττάρων συνεστῶσα 'spoj četiriju'. Ovo mišljenje podržava i Paul Kretschmer u ranome dvadesetom stolječu u svojoj knjizi Die Entstehung der Koine (1901.) 'Nastanak koine', ali Ulrich von Wilamowitz-Moellendorff i Antoine Meillet smatraju, prema jonskim elementima u koini (poput σσ umjesto ττ i ρσ umjesto ρρ), smatraju koinu pojednostavljenjem jonskoga.
Najprihvatljiviji pogled danas dao je Grk Jorgos Nikolau Hadzidakis (Γεώργιος Νικολάου Χατζιδάκις) koji je, unatoč 'spoju četiriju', pokazao da je stabilna jezgra koine atički. Drugim riječima, koine se može smatrati atičkim narječjem s dodatkom elemenata, posebno jonskih, ali i drugih narječja. Važnost neatičkih komponenata koine ovoisi o području helenističkoga svijeta.
Tako bi koine govorena u jonskim kolonijama u Anatoliji (primjerice Pontu odakle današnji pontski jezik) imala izraženije jonske karakteristike, a ona u Lakoniji i na Cipru zadržala bi dorska, to jest arkadociparska svojstva. Književna koine helenizma jako nalikuje atičkom.

## Inačice

### Biblijska koine
Biblijska koine odnosi se na inačice grčkoga korištene u prijevodima Biblije i povezanih tekstova na grčki. Glavni su nam izvori:
- Septuaginta, grčki prijevod hebrejske Biblije (Stari zavjet) i povezanih tekstova koji nisu uključeni u hebrejsku Bibliju iz trećega stoljeća prije Krista
- Grčki Novi zavjet koji je originalno i napisan njime.

#### Septuaginta
Nije sigurno koliko dobro biblijski grčki predstavlja tadašnju govorenu koinu i u kojoj mjeri sadrži semitska obilježja. Ona su se mogla pojaviti ili direktnim prevođenjem biblijskoga hebrejskog i aramejskog ili utjecajem regionalnih nestandardnih grčkih idioma kojima su se služili helenizirani Židovi koji su govorili aramejski.
Takva su obilježja primjerice normativan nedostatak čestica μέν i δέ u Septuaginti i upotreba ἐγένετο 'dogodilo se'. Neka obilježja biblijskoga grčkog jezika za koje se smatra da su izvorno bili nestandardni eleemnti ušli su u glavnu struju grčkoga.
S. J. Thackeray, u A Grammar of the Old Testament in Greek According to the Septuagint (1909.) 'Gramatika grčkoga Starog zavjeta prema Septuaginti', piše da se samo pet knjiga Pentateuha, dijelovi Knjige po Jošui i Knjige po Izaiji mogu smatrati dobrom koinom. Jedan je problem je li i koliko je prijevod Pentateuha utjecao na ostatak Septuaginte uključujući i Izaiju.

Još je jedna točka o kojoj se raspravlja upotreba riječi ἐκκλησία (ekklēsía) kao prijevod hebrejskoga קָהָל (qāhāl). Proučavatelj Staroga zavjeta James Barr kritična je prema tvrdnji da se etimologija te riječi referira na društvo onih koje je pozvao Bog da čine njegov Narod. Kiriakula Papademetriu (Kyriakoula Papademetriou) objašnjava:
On drži da je ἐκκλησία jednostavno korištena da označi ideju susreta i skupljanja ljudi, bez ikakva posebna obilježja. Stoga bi etimologizirati riječ bilo nepotrebno ili čak vodilo na krivi put jer bi moglo voditi do krivih značenja, primjerice da je ἐκκλησία ime rabljeno za Narod Božji, Izrael.

#### Novi zavjet
Autori Novoga zavjeta slijede prijevod iz Septuaginte u više od pola navoda iz Starog zavjeta.
Prezent koji se rabi za pripovijedanje u nekim dijelovima Novog zavjeta, a opisuje radnje koje su se već bile dogodile u vrijeme kada je pisano, zove se historijski prezent. Češći je u dijelovima koji se pripisuju Marku i Ivanu nego u onima čijim se autorom drži Luka. Upotrebljen je 151 put u Evanđelju po Marku gdje bi čitatelj inače očekivao prošlo vrijeme.
Učenjaci su predstavili višebrojna objašnjenja ovoga: u ranome dvadesetom stoljeću neki su smatrali da je upotreba historijskoga prezenta u Marka utjecaj aramejskog, ali ova se teorija odbacila u 60-ima. Druga je grupa smatrala da je historijski prezent upotrebljavan da se poveća dramski efekt, a ove se interpretacije drži prijevod Nova američka Biblija (New American Bible). U drugom dijelu izdanja Gramatike Novog zavjeta (A grammar of the New Testament) iz 1929. W. F. Howard argumentira da je česta uporaba historijskog prezenta u Herodota i Tukidida, u usporedbi s ponešto rjeđom pojavom u Polibija i Ksenofonta, dokaz da je frekventno korištenje ovoga vremena dio govorne koine, ali drugi su znanstvenici vjerovali da bi se mogao upotrebljavati kao književni oblik koji označava semantičku promjenu prema istaknutijem materijalu.

### Patristički grčki
Izraz patristički grčki ponekad se rabi za grčki kojim pišu grčki crkveni oci, rani kršćanski bogoslovi kasne antike. Kršćanski pisci najranijih vremena upotrebljavali su jednostavnije oblike koine slične govorenom jeziku vremena slijedeći model Biblije. Nakon 4. st., kada je kršćanstvo postalo državnom religijom Rimskoga Carstva, učeniji su se registri koine rabili.

## Fonologija koine
Tijekom razdoblja koje se zove vremenom koine dogodilo se puno glasovnih promjena. Na početku je razdoblja izgovor bio gotovo pa jednak onome antičkoga grčkog, ali na kraju je više sličio onome modernoga.
Tri najvažnije promjene jesu gubitak duljine samoglasnika, zamjena naglasnog sustava starogrčkog dinamičkim i monoftongizacija (pojednostvaljenje) mnogih dvoglasa.
- razlika dugih i kratkih samoglasnika postepeno se gubi, a do drugoga stoljeća prije Krista izgubila se u potpunosti
- od 2. stoljeća pr. Kr. antički naglasni sustav sličan hrvatskom zamjenjuje se jednostavnim dinamičkim poput onoga u engleskome
- psiloza: gubitak glasa /h/, znana kao spiritus asper, već je bio izgubljen u jonskome grčkom u Anatoliji i eolskome grčkom Lezbosa

- dvoglasi ᾱͅ, ῃ, ῳ /aːi eːi oːi/ zamjenjuju se dugim samoglasnicima ᾱ, η, ω /aː eː oː/
- dvoglasi αι, ει i οι postaju monoftonzi (jednostavni samoglasnici): αι je postao /ɛː/ i zapisivao se kao η (eta) u Beotiji u 4. st. pr. Kr., a kasnije je postao /e/ kada se izgubila razlika u duljini samoglasnika, ει je postao /i/ već u 5. stoljeću u Argu, a u 4. st. pr. Kr. u Korintu, οι daje /y/, jednako kao υ (ipsilon)
- dvoglas υι izgovarao se kao /yj/, ali kasnije je izgubio završni element i poistovijetio se izgovorom s ipsilonom
- dvoglas ου postao je /u/ u 6. st. pr. Kr. i takvim ostao u modernom jeziku
- dvoglasi αυ i ευ postali su /av ev/, to jest /af ef/ pred bezvučnim suglasnicima[2]
- glas η koji se klasično izgovara /ɛː/ pomiješao se s /i/ ι (jota)
- glas /y/, pisan ili kao υ ili, nakon već spomenutoga miješanja, οι, počeo se izgovarati kao /i/ u 10. st. pos. Kr., ove se promjene zovu jotacizmom
- suglasnici su uglavnom zadržali svoje antičke izgovore uz iznimku β, γ, δ, φ, θ, χ i ζ koji mijenjaju svoje izgovore:
  - β, γ, δ /b, g, d/ mijenjaju svoj izgovor, postaju frikativi /v (prijelazni oblik [β]), ɣ, ð/ osim kada slijede za nazalima
  - φ, θ, χ /pʰ, tʰ, kʰ/ originalno su bili aspirirani bezvučni suglasnici, ali postali su frikativi /f (prijelazni oblik[ɸ]), θ, x/
  - za ζ se ne zna kako se točno originalno izgovarao, vjerojatno [zd] ili [dz], a postao je /z/ kako se izgovara i u modernom jeziku.[11]

Gubitak razlike u duljini, nestanak originalnih naglasaka i pojednostavljenje dvoglasa (osim αυ i ευ) primjećuju se u egipatskome grčkom od 2. st. pr. Kr. i od ranog 2. st. pos. Kr. u atičkome.
Frikcija drugog elementa dvoglasa αυ i ευ (promjena /au, eu/ > /av, ev/) vidljiva je u egipatskome grčkom od početka 1. st. pos. Kr., a uobičajenim izgovorom postala je u kasnome rimskom razdoblju.
Frikcija zvučnih ploziva pojavljuje se na nekoliko različitih lokacija od 1. st. pos. Kr., a čini se da je postala uobičajenom u kasnome rimskom ili ranome bizantskom razdoblju.
Gubitak glasa /h/ (moguće da je povezano s frikcijom aspiriranih ploziva /pʰ, tʰ, kʰ/ u /f, θ, x/) možda je počelo u egiptu u kasnom 1. st. pr. Kr., ali u atičkome se pojavljuje od 2. st. pos. Kr., a uobičajenim je postao u kasnome rimskom razdoblju.

### Kontroverze i rekonstrukcije
Primarna točka prijepora jest raznolikost grčkoga govornog područja: dokazi upućuju na to da su se fonološke promjene dogodile u različito vrijeme ovisno o lokaciji i/ili govornikovu podrijetlu. Čini se da su se mnoge glasovne promjene koje se povezuje s razdobljem koine već bile dogodile u nekim varijantama grčkog tijekom klasičnog razdoblja.
Tvrdis e da razlika između učenog i kolokvijalnog govora postoji u atičkim natpisima. Neke glasovne promjene potvrđuju se u vulgarnim natpisima od kraja klasičnog razdoblja, ali nisu generalizirane u učenim natpisima sve do početka 2. stoljeća nove ere. Dok bi ortografski konzervativizam u učenim natpisima mogao biti razlog tomu, onovremene transkripcije s grčkog na latinski mogle bi poduprijeti ideju da to nije samo ortografski konzervativizam, nego da su učeni govornici grčkog zaista zadržali konzervativniji fonološki sustav u rimskome razdoblju. S druge strane, i latinični prijepisi mogli bi imati ortografskoga konzervativizma.
Tumačenje je još složenije kada se slične promjene u egipatskim papirusima i atičkim natpisima različito datiraju. Prvo bi objašnjenje bile dijalektalne razlike (utjecaj stranih fonoloških sustava preko neizvornih govornika), promjene bi se tada dogodile u egipatskome grčkom prije nego što su generalizirane u atičkom. Drugo je objašnjenje da učeni atički natpisi odražavaju učeniju inačicu grčkog nego egipatski papirusi. Naučeni govor tada bi se odupro promjenama koje su se već bile proširile vulgarnim jezikom. Posljednje bi objašnjenje bilo da je pravopis učenih atičkih natpisā bio umjetno konzervativan: promjene su se tada bile mogle generalizirati najkasnije prije nego što su potvrđene na egipatskim papirusima. Sva su ova objašnjenja donekle uvjerljiva, ali dovela bi do različitih datacija za širenje istih promjena.
Ukratko, postoji određena nesigurnost u datiranju glasovnih promjena. Zaista, točno datiranje i brzina širenja promjena grčke koine još uvijek su predmet rasprava među istraživačima. Pravopisne varijante u onodobnim pisanim izvorima najizravniji su dokaz, ali nisu dovoljne za datiranje promjene u svakom kontekstu. Zanimljiva su svjedočanstva gramatičara i, u manjoj mjeri, transkripcije na strani jezik jer mogu pokazati koji su izgovor učeni govornici smatrali standardnim. Međutim, tvrdi se da transkripcije mogu u nekim slučajevima biti konvencionalne, a ne fonetske, a čini se da grčki gramatičari opisuju naučeni izgovor dok ignoriraju ustaljeni vulgarni izgovor.

### Beotija, 4. stoljeće pr. Kr.
Iako pripada klasičnome razdoblju, a ne vremenu koine, beotijska fonologija pokazuje mnoge odlike kasnije koine.
Do 4. stoljeća prije Krista beotijski grčki pojednostavio je dvoglase u monoftonge i frikativizirao gamu. Za razliku od jonsko-atičkog ili koine, ipsilon je ostao stražnjim samoglasnikom (zapisuje se ου). Dugi i kratki samoglasnici još su se razlikovali.
Teodorsson argumentira da je, do 350. pr. Kr., većina atičkih govornika imala slične vrijednosti glasova (osim υ koji je morao biti prednji samoglasnik: po njegovoj je rekonstrukciji razlika u duljini samoglasnika već nestala, a υ i η već su se pomiješali s /i/ kao u modernome grčkom), ali W. Sidney Allen smatra da su takvi zaključci nepouzdani i smatra da se previše zaključuje iz postojećih dokaza.
Rana monoftongizacija (pojednostavljenje dvoglasa) i možda čak slabljenje vokala zbog prelaska na dinamičan naglasak također su potvrđeni u tesalski govoru u 3. st. pr. Kr. pokazujući da su neki manji dijalekti imali samoglasnički sustav s više promjena u ranome helnizmu.
| Kratki samoglasnici | Prednji     | Stražnji  |
| Kratki samoglasnici | nezaobljeni | zaobljeni |
| ------------------- | ----------- | --------- |
| Zatvoreni           | /i/ ῐ       | /u/ ῠ     |
| Poluzatvoreni       | /e̞/ ε       | /o̞/ ο     |
| Otvoreni            | /a/ ᾰ       | /a/ ᾰ     |

| Dugi samoglasnici | Prednji         | Prednji    | Stražnji       |
| Dugi samoglasnici | nezaobljeni     | zaobljeni  | zaobljeni      |
| ----------------- | --------------- | ---------- | -------------- |
| Zatvoreni         | /iː/ ῑ, ει      |            | /uː/ ῡ, ου, υι |
| Poluzatvoreni     | /eː/ η, ῃ, (οι) | /øː/(?) οι |                |
| Srednje zatvoreni |                 |            | /o̞ː/ ω, ῳ      |
| Poluotvoreni      | /ɛː/ αι         |            |                |
| Otvoreni          | /aː/ ᾱ, ᾳ       | /aː/ ᾱ, ᾳ  | /aː/ ᾱ, ᾳ      |

Izgovor οι kao /y:/ potvrđen je kasnije, u 3. st. pr. Kr. Posredan izgovor kao /øː/ predlažu neki, moguće je da je potvrđen zapisivanjem οι kao ει pokazujući gubitak zaboljenosti u prijelazu u /eː/ umjesto u /iː/.
| Dvoglasi   | Dvoglasi   |
| ---------- | ---------- |
| /au/(?) αυ | /eu/(?) ευ |

Dvoglasi αυ i ευ vjerojatno su zadržali klasične izgovore. Jedna pojava zapisa s betom (-β), pokazujući ranu promjenu u /av, ev/, nađena je kasnije, u 3. st. pr. Kr.
| Antički plozivi     | Bilabijalni | Dentalni  | Velarni   |
| ------------------- | ----------- | --------- | --------- |
| bezvučni            | /p/ π       | /t/ τ     | /k/ κ     |
| zvučni              | /b/(?) β    | /d/(?) δ  | /ɣ/ γ     |
| aspirirani bezvučni | /pʰ/(?) φ   | /tʰ/(?) θ | /kʰ/(?) χ |

Frikativni izgovor β, δ, φ, θ i χ nije nevjerojatan, ali nije potvrđen u Beotiji u 4. stoljeću prije Krista. Izgovor thete (θ) kao frikativa pokazuje se u Lakoniji u kasnome 5. stoljeću prije Krista jer se zapisivala kao (sigma σ) uključujući i Aristofanove drame. Čini se da je delta (δ) postala frikativ u 6. stoljeću pr. Kr. u Eleji. Također, kako je već rečeno, potvrđen je jedan zapis ευ kao εβ stoljeće kasnije.
| Ostali suglasnici | Ostali suglasnici | Ostali suglasnici   |
| ----------------- | ----------------- | ------------------- |
| Nazali            | /m/ μ             | /n/ ν (~ [ŋ]) γ     |
| Likvide           | /l/ λ             | /r/ (~ [r̥] ?) ρ (ῥ) |
| Sibilanti         | /s/ σ             | /z/ ζ, σ            |
| Aspirirani        | /h/(?) ῾          |                     |

Nema nikakvih pronađenih referenci o statusu glasa /h/ u Boetiji u tome razdbolju.
Tonalan naglasak (sličan hrvatskom) vjerojatno je još bio u upotrebi.

### Učen izgovor, od 4. stoljeća pr. Kr. do 2. stoljeća pos. Kr.
Sve do početka rimskoga doba neki su učeni govornici možda zadržali konzervativan izgovor koji je očuvao mnoge značajke starogrčkoga fonološkog sustava. Primjerice, duboko u rimsko razdoblje, glazbeni natpisi i gramatičari kao što su Velije Long i Filostrat ukazuju na očuvanje duljine samoglasnika i staroga naglaska. Također je moguće da su obrazovaniji govornici mijenjali kodove (code-switching), to jest imali više različitih registara govora: rabili su koinu u svakodnevnome govoru, a arhaiziran izgovor u formalnim, poetskim i glazbenim okruženjima. Međutim, čini se da je učeni izgovor nestao do 2. stoljeća nove ere, čak i u atičkim službenim natpisima.
Ovdje opisan učeni izgovor uglavnom je atički prije koine.
| Kratki samoglasnici | Prednji     | Prednji   | Stražnji  |
| Kratki samoglasnici | nezaobljeni | zaobljeni | zaobljeni |
| ------------------- | ----------- | --------- | --------- |
| Zatvoreni           | /i/ ῐ       | /y/ ῠ     |           |
| Poluzatvoreni       | /e̞/ ε       |           | /o̞/ ο     |
| Otvoreni            | /a/ ᾰ       | /a/ ᾰ     | /a/ ᾰ     |

| Dugi samoglasnici                 | Prednji                 | Prednji      | Stražnji  |
| Dugi samoglasnici                 | nezaobljeni             | zaboljeni    | zaobljeni |
| --------------------------------- | ----------------------- | ------------ | --------- |
| Zatvoreni                         | /iː/ ῑ, ει/_C or #, (ῃ) | /yː/ ῡ, (υι) | /uː/ ου   |
| Poluzatvoreni ili pravi središnji | /eː/ η, ει/_V, (ῃ)      |              | /oː/ ω    |
| Otvoreni                          | /aː/ ᾱ                  | /aː/ ᾱ       | /aː/ ᾱ    |

Pseudodiftong ει miješao se s jotom (ι) u manuskriptima, osim pred samoglasnicima gdje ga se miješalo s etom (η) tako da je najvjerojatnije zadržao svoju antičku vrijendost u tom položaju. Monoftonški izgovor υι kao /yː/ zapisan je u zagradama jer se radi o osobitosti atičkog počevši od kasnoga klasičnog razdoblja. Uz to je ῃvjerojatno prvo izgubio završni element i pomiješao se s /eː/, a potom se zatvorio u /iː/ (kako se vidi u alternaciji između pisanja ῃ i ει u nastavku za drugo lice jednine mediopasiva). Oba izgovora daju se kao moguće dijalektalne razlike.
| Dvoglasi            | Prednji završni element | Prednji završni element | Prednji završni element | Stražnji završni element | Stražnji završni element | Stražnji završni element |
| ------------------- | ----------------------- | ----------------------- | ----------------------- | ------------------------ | ------------------------ | ------------------------ |
| Kratak prvi element | /ai/ αι                 | /oi/ οι                 | /yi/ (υι)               | /au/ αυ                  | /eu/ ευ                  |                          |
| Dug prvi element    | /aː(i)/ ᾳ               | /oː(i)/ ῳ               |                         | /aː(u)/ ᾱυ               | /eː(u)/ ηυ               | /oː(u)/ ωυ               |

Dvoglasi s dugim prvim elementom pisani su u zagradi jer su se polako pojednostavljivali od kraja klasičnog vremena. Dionizije iz Halikarnasa preskribira točan izgovor pokazujući da je dvoglasni izgovor već bio izgubljen u prirodnome govoru.
Do prvoga stoljeća prije Krista proces monoftongizacije bio je gotov.
| Antički plozivi     | Bilabijalni | Dentalni | Velarni |
| ------------------- | ----------- | -------- | ------- |
| bezvučni            | /p/ π       | /t/ τ    | /k/ κ   |
| zvučni              | /b/ β       | /d/ δ    | /ɡ/ γ   |
| aspirirani bezvučni | /pʰ/ φ      | /tʰ/ θ   | /kʰ/ χ  |

Antički gramatičari i transkripcije pokazuju da su zvučni i aspirirani bezvučni plozivi izvoran izgovor sačuvali do početka rimskog doba. Zvučni plozivi vjerojatno su postali frikativima prije aspiriranih.
| Ostali suglasnici | Ostali suglasnici | Ostali suglasnici   |
| ----------------- | ----------------- | ------------------- |
| Nazali            | /m/ μ             | /n/ ν (~ [ŋ]) γ     |
| Likvide           | /l/ λ             | /r/ (~ [r̥] ?) ρ (ῥ) |
| Sibilanti         | /s/ σ             | /z/ ζ, σ            |
| Aspirirani        | /h/ ῾             |                     |

Neki znanstvenici drže [ŋ] alofonom glasa /n/ doko drugi misle da je riječ o posebnome fonemu. Svakako, u tablici je stavljen u navodnike.
Točan izgovor glasa predstavljena slovom ro sa spiritus asper (ῥ) predmet je rasprave, ali najvjerojatnije bi trebao biti smatran alofonom glasa /r/ koji se označuje slovom ro (ρ).
Zeta (ζ) bila je geminirana (izgovarala se duže) između samoglasnika, kao /zz/.
Učeni govor zadržao je tonalni naglasak antičkoga grčkog.

### Egipatski grčki, sredina 2. stoljeća pr. Kr.
Do otprilike 150. prije Krista egipatski je grčki govor izgubio razliku u duljini samoglasnika i monoftongizirao dvoglase.
| Samoglasnici                      | Prednji              | Prednji    | Stražnji    |
| Samoglasnici                      | nezaobljeni          | zaboljeni  | zaobljeni   |
| --------------------------------- | -------------------- | ---------- | ----------- |
| Zatvoreni                         | /i/ ι, ει/_C or #, ῃ | /y/ υ      | /u/ ου      |
| Poluzatvoreni ili skoro zatvoreni | /e̝/(?) ει/_V, η      | /ø/(?), οι |             |
| Srednje zatvoreni                 | /e̞/ ε, αι            |            | /o̞/ ο, ω, ῳ |
| Otvoreni                          | /a/ α, ᾳ             | /a/ α, ᾳ   | /a/ α, ᾳ    |

Zamjena omikrona (ο) omegom (ω) i epsilona (ε) digrafom αι u Egiptu počinje od tog razdoblja. Međutim, υ se nije brkalo s οι prije 1. stoljeća prije Krista, pa je još uvijek zastupljeno u srednjoj fazi kao /ø/, υ je ostao zaobljen, ali se očito pomiješao s /i/ u određenim uvjetima. Daljnje brkanje ο/ω i ου također je uobičajeno što ukazuje na neutralizaciju /o/ i /u/, možda s artikulacijom bližom onom glasa /o/. Međutim, razlika između zatvorenih i srednje zatvorenih stražnjih samoglasnika i dalje se održava u tablici jer je ovaj razvoj vjerojatno bio izolirana regionalna karakteristika povezana s koptskim utjecajem, koja nije utjecala na razvoj jezika općenito.
Eta (η) očito se razlikovala od ε po kvaliteti, ali u isto vrijeme nije se redovito brkala s jotom. Stoga se može predstaviti međufazu gotovo zatvorenoga samoglasnika /e̝/, gurnuta nagore po prednjoj osi do /i/ u isto vrijeme s podizanjem /ɛː/ (αι) do /e/. Još jednom, ovaj novi samoglasnik također je vrijednost ει pred drugim samoglasnicima. Alternativni put razvoja koji su uzeli drugi znanstvenici jest da su se dvoglas αι, nakon što se u početku monoftongizirao u /æː/, i ε /e/ spojili tvoreći srednju vrijednost /ɛ/ razlikujući se od novoga poluzatvorenog /e/ (koje se zapisuje kao η). Rezultat spajanja tada bi bio zatvoren u /e/ nakon što se η već pretvori u ι.
| Dvoglasi   | Dvoglasi   | Dvoglasi |
| ---------- | ---------- | -------- |
| /aw/(?) αυ | /ew/(?) ευ | /yi/ υι  |

Promjena αυ i ευ iz /au, eu/ u /aβ, eβ/ vjerojatno se već događala. Vjerojatan međukorak bio je polusamoglasnički /w/ prikazan ovdje. Dvoglas /yj/ očito je ostao u egipatskome idiomu barem u ovom stoljeću.
| Antički plozivi     | Bilabijalni | Dentalni | Palatalni | Velarni |
| ------------------- | ----------- | -------- | --------- | ------- |
| bezvučni            | /p/ π       | /t/ τ    |           | /k/ κ   |
| zvučni              | /b/ β       | /d/ δ    | (~ [ʝ]) γ | /ɣ/ γ   |
| aspirirani bezvučni | /pʰ/ φ      | /tʰ/ θ   |           | /kʰ/ χ  |

Dokazi za izgovor game (γ) kao frikativa u egipatskome grčkom datiraju čak iz 4. stoljeća prije Krista. Od 2. stoljeća pr. Kr. dokazi uključuju izostavljanje i umetanje game pred prednje samoglasnike što ukazuje na alofonični palatalni frikativ u takvim položajima. Međutim, to možda nisu bili standardni izgovori. Beta vjerojatno nije postala frikativom do 1. stoljeća poslije Krista. Frikativni izgovor za aspirate možda je još kasnije generaliziran u egipatskom grčkom.
| Ostali suglasnici | Ostali suglasnici | Ostali suglasnici    |
| ----------------- | ----------------- | -------------------- |
| Nazali            | /m/ μ, ν          | /n/ ν (~ [ŋ]) γ      |
| Likvide           | /l/ λ             | /r/ (~ [r̥ʰ] ?) ρ (ῥ) |
| Sibilanti         | /s/ σ             | /z/ ζ, σ             |
| (Aspirirani)      | /h/ ῾             |                      |

Aspiracija /h/ mogla je počinjati nestajati u svakodnevnom govoru u prvom stoljeću prije Krista.
Naglasak se promijenio u dinamični poput onoga engleskog ili njemačkog.

### Popularan izgovor, od 2. stoljeća pr. Kr. do 3. stoljea pos. Kr.
Gubitak duljine samoglasnika i širenje grčkog pod Aleksandrom Velikim doveli su do reorganizacije samoglasnika u fonologiji koine. Čini se da su se razlike u dužini samoglasnika prvo izgubile u Egiptu, a potom i u Anatoliji do 2. stoljeća prije Krista: grčki natpisi počeli su pokazivati brkanje kratkih i dugih samoglasnika od 1. stoljeća prije Krista, a proširili su se do 2. stoljeća poslije Krista. Proces je možda uvelike generaliziran u većini dijalekata do 2. stoljeća pos. Kr.
| Samoglasnici    | Prednji      | Prednji       | Stražnji    |
| Samoglasnici    | nezaobljeni  | zaboljeni     | zaobljeni   |
| --------------- | ------------ | ------------- | ----------- |
| Zatvoreni       | /i/ ι, ει, ῃ | /y/ υ, οι, υι | /u/ ου      |
| Skoro zatvoreni | /e̝/(?) η     |               |             |
| Poluzatvoreni   | /e̞/ ε, αι    |               | /o̞/ ω, ο, ῳ |
| Otvoreni        | /a/ α, ᾳ     | /a/ α, ᾳ      | /a/ α, ᾳ    |

Pojednostavljivanje dvoglasa završilo se do 1. st. pr. Kr. s konačnim miješanjem dvoglasa οι i monoftonga υ.
| Dvoglasi         | Dvoglasi         |
| ---------------- | ---------------- |
| [aɸʷ, aβʷ](?) αυ | [eɸʷ, eβʷ](?) ευ |

U rimsko doba diftonzi αυ i ευ razvili su uže artikulacije moguće zatvarajući se u [aɸʷ, aβʷ], [eɸʷ, eβʷ] ili čak, ovisno o tome kada je izgubljena zaobljenost, [aɸ, aβ] i [eɸ, eβ]. Prije 4. stoljeća poslije Krista zamjene αυ/ευ s α(υ)ου/ε(υ)ου još uvijek su češće od zabuna s αβ/εβ, pa su mnogi (ako ne i većina) govornika vjerojatno sačuvali raniji izgovor drugog elementa kao poluglasa ili labijaliziranog suglasnika.
| Antički plozivi     | Bilabijalni    | Dentalni       | Palatalni | Velarni        |
| ------------------- | -------------- | -------------- | --------- | -------------- |
| bezvučni            | /p/ π          | /t/ τ          |           | /k/ κ          |
| zvučni              | /β/ β          | /d/ δ          | (~ [ʝ]) γ | /ɣ/ γ          |
| aspirirani bezvučni | /pʰ/, (/ɸ/?) φ | /tʰ/, (/θ/?) θ |           | /kʰ/, (/x/?) χ |

Do prvog su stoljeća zvučni plozivi β i γ postali frikativima /β/ i /ɣ/, a δ je najvjerojatnije ostao plozivom sve do 3. stoljeća. Unatoč nedostatku jasnih dokaza frikcije aspririanih ploziva u koini, φ, θ i χ možda su počinjali postajati frikativima u područjima izvan Egipta poput sjevernog Mediterana.
| Ostali suglasnici | Ostali suglasnici | Ostali suglasnici |
| ----------------- | ----------------- | ----------------- |
| Nazali            | /m/ μ             | /n/ ν (~ [ŋ]) γ   |
| Likvide           | /l/ λ             | /r/ ρ             |
| Sibilanti         | /s/ σ             | /z/ ζ, σ          |
| (Aspiranti)       | (/h/) ῾           |                   |

Aspirant /h/ vjerojatno je nestao u popularnom govoru, ali možda je ostao karakteristikom učenoga govora.
Naglasak antičkoga grčkog zamijenjen je modernim dinamičnim.

### Izgovor u 4. stoljeću pos. Kr.
Do 4. stoljeća pos. Kr. nestanak razlike u duljini samoglasnika i aspiracija najvjerojatnije su se raširili. Etu se često miješalo s jotom (stoga se najvjerojatnije izgovarala /i/?), ali ponekad i s epsilonom (vjerojatno se izgovarala /e/ kao u modernim istočnim jezicima, to jest pontskom i kapadokijskom iako pontski izgovor ne drže svi arhaizmom, nego kasnijim razvojem). Frikativni izgovor bivših zvučnih i aspiriranih bezvučnih ploziva bio je vjerojatno već uobičajen. Ipak, neka narječja možda su očuvala plozivne vrijednosti sve do kraja prvog tisućljeća. Izgovor koji se ovdje prikazuje, iako ne univerzalan, u srži je onaj modernoga grčkog uz iznimku zaobljenog samoglasnika /y/.
| Samoglasnici  | Prednji                           | Prednji       | Stražnji    |
| Samoglasnici  | nezaobljeni                       | zaboljeni     | zaobljeni   |
| ------------- | --------------------------------- | ------------- | ----------- |
| Zatvoreni     | /i/ ι, ει, η, ῃ                   | /y/ υ, οι, υι | /u/ ου      |
| Poluzatvoreni | /e̞/ ε, αι, neke η (dijalektalno?) |               | /o̞/ ο, ω, ῳ |
| Otvoreni      | /a/ α, ᾳ                          | /a/ α, ᾳ      | /a/ α, ᾳ    |

Dva stoljeća prije postojala je određena dvojba u upotrebi η i ι u Atici i Maloj Aziji. Ipak, na papirusima tek u ovo doba izmjena simbola za /i/ postaje jednako uobičajena kao izmjena između ι i ει, ε i αι te υ i οι. Miješanje /y/ i /i/ počinje od 2. st. pr. Kr. u egipatskome grčkom, ali najvjerojatnije se još nije proširilo na sve fonetske kontekste.
| Dvoglasi    | Dvoglasi    |
| ----------- | ----------- |
| [af, av] αυ | [ef, ev] ευ |

Potpun prijelaz αυ i ευ u /av, ev/ može se pretpostaviti u ovo doba.
| Antički plozivi           | Labijalni | Dentalni | Palatalni  | Velarni |
| ------------------------- | --------- | -------- | ---------- | ------- |
| bezvučni                  | /p/ π     | /t/ τ    | (~ [c]?) κ | /k/ κ   |
| zvučni                    | /v/ β     | /ð/ δ    | (~ [ʝ]) γ  | /ɣ/ γ   |
| nekoć aspirirani bezvučni | /f/ φ     | /θ/ θ    | (~ [ç]?) χ | /x/ χ   |

Unatoč nedostatku dokaza posljednjega među egipatskim papirusima, najvjerojatnije nije nerazumno preptostaviti da su bivši zvučni i aspirirani bezvučni plozivi postali frikativma u mnogim narječjima. Nije sigurno kada su se palatalni alofoni glasova /k/ i /x/ pojavili.
| Ostali suglasnici | Ostali suglasnici | Ostali suglasnici |
| ----------------- | ----------------- | ----------------- |
| Nazali            | /m/ μ             | /n/ ν (~ [ŋ]) γ   |
| Likvide           | /l/ λ             | /r/ ρ             |
| Sibilanti         | /s/ σ             | /z/ ζ, σ          |

Dinamični naglasak vjerojatno je bio uobičajen.

### Grčki Novoga zavjeta
Koine u tablici predstavlja rekonstrukciju novozavjetne koine, koja donekle potječe od dijalekta koji se govorio u Judeji i Galileji tijekom prvog stoljeća i sličan je dijalektu Aleksandrije u Egiptu. Realizacije određenih fonema razlikuju se od standardnijeg atičkog narječja koine.
Gama je postala frikativom s palatalnim alofonom pred prednjim samoglasnicima i plozivnim alofonom za nazalima, dok β počinje razvijati frikativnu artikulaciju između samoglasnika. Aspirirani φ, θ i χ još uvijek čuvaju svoje drevne aspirirane plozivne vrijednosti, ali neaspirirani plozivi π, τ i κ možda su počeli razvijati zvučne alofone nakon nazala. Početna aspiracija (poznata kao spiritus, njena oznaka nije često rabljena u onodobnome pravopisu iako je ovdje navedena) također je vjerojatno postala izborna u popularnom govoru, to jest nije vrijedila za sve govornike. Monoftongizacija (uključujući početnu fazu jačanja drugog elementa u diftonzima αυ/ευ) i gubitak razlika u duljini samoglasnikā nastavljaju se, ali još uvijek postoji razlika među četirima prednjim samoglasnicima /e̞/, /e̝/ (moguće i da je bilo riječ o razlici između /ɛ/ i /e/), /i/ i /y/ (koji je i dalje zaobljen).
| Naziv slovā | Grčki alfabet | Transliteracija | IPA             |
| ----------- | ------------- | --------------- | --------------- |
| Alfa        | α             | a               | /a/             |
| Beta        | β             | b               | /b/ ([b, β])    |
| Gama        | γ             | g               | /ɣ/ ([ɣ, g, ʝ]) |
| Delta       | δ             | d               | /d/             |
| Epsilon     | ε             | e               | /e̞/             |
| Zeta        | ζ             | z               | /z/             |
| Eta         | η             | ē               | /e̝/             |
| Theta       | θ             | th              | /tʰ/            |
| Jota        | ι             | i               | /i/ ([i, j])    |
| Kapa        | κ             | k               | /k/ ([k, g])    |
| Lambda      | λ             | l               | /l/             |
| Mi          | μ             | m               | /m/             |
| Ni          | ν             | n               | /n/ ([n, m])    |
| Ksi         | ξ             | x               | /ks/            |
| Omikron     | ο             | o               | /o/             |
| Pi          | π             | p               | /p/ ([p, b])    |
| Ro          | ρ             | r               | /r/             |
| Sigma       | σ (-σ-/-σσ-)  | s (-s-/-ss-)    | /s/ ([s, z])    |
| Tau         | τ             | t               | /t/ ([t, d])    |
| Ipsilon     | υ             | y               | /y/             |
| Fi          | φ             | ph              | /pʰ/            |
| Hi          | χ             | ch              | /kʰ/            |
| Psi         | ψ             | ps              | /ps/            |
| Omega       | ω             | ō               | /o/             |
| .           | αι            | ai              | /e̞/             |
| .           | ει            | ei              | /i/ ([i, j])    |
| .           | οι            | oi              | /y/             |
| .           | υι            | yi              | /yi/ (or /y/)   |
| .           | αυ            | au              | [aɸʷ, aβʷ]      |
| .           | ευ            | eu              | [e̞ɸʷ, e̞βʷ]      |
| .           | ου            | ou              | /u/             |
| .           | αι (ᾳ)        | āi              | /a/             |
| .           | ηι (ῃ)        | ēi              | /i/             |
| .           | ωι (ῳ)        | ōi              | /o/             |
| .           | ῾             | h               | (/h/)           |